# Ahmed II Bey
Ahmed II (arabe : أحمد باشا باي), né le 13 avril 1862 au palais Dar al-Taj de La Marsa et mort le 19 juin 1942 à La Marsa, est bey de Tunis de la dynastie des Husseinites de 1929 à sa mort.

## Biographie
Lieutenant-colonel de l'armée beylicale, il est investi prince héritier le 14 janvier 1928 et succède à son défunt cousin Habib Bey le 11 février 1929. Mort en 1942, il est enterré au Tourbet El Bey selon la tradition familiale.
Il a dix garçons et huit filles dont le prince Mohamed El Taïeb Bey (1902-1989). Il est par ailleurs le grand-père du juriste et universitaire El Mokhtar Bey et le beau-père du général Slim Dziri (Jaziri) qui a été ministre plénipotentiaire de 1929 à 1935.
Après juin 1940, le régime de Vichy nomme comme résident général de France en Tunisie l'amiral Jean-Pierre Esteva, qui presse Ahmed Bey d'appliquer les lois relatives à l'exclusion des Juifs de la vie civile. L'article 9 de la « loi du 3 octobre 1940 portant statut des Juifs » décrète qu'elle est applicable aux territoires des colonies et protectorats de la République française, dont la Tunisie. Ahmed Bey signe le décret d'application du 3 octobre, qui exclut les Juifs de l'administration, des médias, tout en autorisant la publication du Journal israélite de Tunisie. Il impose également un numerus clausus quant aux professions libérales, limitant l'accès des Juifs à certains domaines comme la médecine. Ahmed Bey signe également deux autres décrets, celui du 5 juin 1941, dissolvant les groupes de jeunesse juifs, et un autre, le 29 septembre, qui met fin au Conseil communautaire juif. Le 29 juin, il ordonne le recensement de tous les Juifs de Tunisie. Son successeur, Moncef Bey aura une attitude différente,.